# قلعة الحنش
قلعة الحنش أو قلعة بوخالانكي (بالإسبانية: Castillo de Bujalance)‏ هي قلعة تقع في برج الحنش، في الأندلس جنوب إسبانيا في محافظة قرطبة. بنيت في القرن العاشر في عهد الخليفة عبد الرحمن الثالث. هي مثال واضح على فن العمارة العسكرية الإسلامية في الأندلس، وقد خضعت لاحقاً لعدة تحديثات كان آخرها عام 1512 وقد موّل من قبل الملكة خوانا الأولى ملكة قشتالة والأرغون.